# Bengalia fuscipennis
Bengalia fuscipennis este o specie de muște din genul Bengalia, familia Calliphoridae, descrisă de Mario Bezzi în anul 1913. Conform Catalogue of Life specia Bengalia fuscipennis nu are subspecii cunoscute.